# 短劇之王
短劇之王（日语：キングオブコント）是於2008年起舉辦的日本短劇（コント）比賽。節目由TBS電視台製作及播放，主持人是DOWN TOWN的濱田雅功。

## 歷代冠軍
- 2008年：水牛城吾郎（日语：バッファロー吾郎）
- 2009年：東京03
- 2010年：喜劇之王（日语：キングオブコメディ）
- 2011年：羅伯特（日语：ロバート (お笑いトリオ)）
- 2012年：Viking（日语：バイきんぐ）
- 2013年：海鸥精神（日语：かもめんたる）
- 2014年：喜送奴（日语：シソンヌ (お笑いコンビ)）
- 2015年：滚滚咔咔小甜椒（日语：コロコロチキチキペッパーズ）
- 2016年：Rice（日语：ライス (お笑いコンビ)）
- 2017年：鎌鼬（日语：かまいたち (お笑いコンビ)）
- 2018年：花子（日语：ハナコ (お笑いトリオ)）
- 2019年：污摇滚（日语：どぶろっく）
- 2020年：JARUJARU（日语：ジャルジャル）
- 2021年：空氣階段
- 2022年：饼干兄弟（日语：ビスケットブラザーズ）
- 2023年：猴子大猩猩（日语：サルゴリラ）
- 2024年：Loveletterz（日语：ラブレターズ）